# This Song
«This Song» es una canción del músico británico George Harrison publicada en el álbum de estudio Thirty Three & 1/3. Fue publicada como primer sencillo del álbum y alcanzó el puesto 25 en la lista estadounidense Billboard Hot 100, aunque no entró en la lista de sencillos del Reino Unido.

## Historia
«This Song» fue escrita una semana después del paso de Harrison por la tribunal de Nueva York, donde trató de convencer sin éxito a un juez de que su canción «My Sweet Lord» no era un plagio intencionado del éxito de The Chiffons «He's So Fine». Aparentemente, el demandante elaboró varios gráficos con grandes notas musicales para probar su punto. Harrison comentó en su autobiografía I, Me, Mine, que después de varios días, «empezó a creer que tal vez ellos poseían esas notas».
Después de perder el caso, Harrison compuso «This Song», que incluyó su frustración por el proceso de infracción en la forma de una canción bailable, rápida e impulsada por el piano. Incluyó la contribución de Billy Preston en el piano y el falsete de Eric Idle, miembro de los Monty Python, diciendo: «Could be "Sugar Pie Honey Bunch"? – No, sounds more like "Rescue Me"!».
La canción también incluyó un video humorístico estrenado en el programa Saturday Night Live el 20 de noviembre de 1976, que incluye a George en un tribunal junto a un elenco formado por varios amigos vestidos como agentes judiciales, abogados y jueces. El batería Jim Keltner aparece como juez, mientras que Ron Wood, de The Rolling Stones, vestido como un personaje de los Monty Python, imita el falsete de Idle en la canción.

## Personal
- George Harrison: voz, guitarra eléctrica, pandereta y coros
- Tom Scott: saxofón
- Billy Preston: piano y órgano
- Willie Weeks: bajo
- Alvin Taylor: batería
- Eric Idle: voz

## Posición en listas
| País           | Lista                 | Posición |
| -------------- | --------------------- | -------- |
| Canadá         | RPM 100 Singles Chart | 30       |
| Países Bajos   | Singles Chart         | 30       |
| Francia        | SNEP Singles Chart    | 44       |
| Estados Unidos | Billboard Hot 100     | 25       |